# Cédric Bakambu
Cédric Bakambu (Vitry-sur-Seine, Francia, 11 de abril de 1991) es un futbolista franco-congoleño que juega como delantero en el Real Betis Balompié de la Primera División de España. Es internacional con la selección de la República Democrática del Congo.

## Trayectoria

### F. C. Sochaux
Nacido en Vitry-sur-Seine, Val-de-Marne, Bakambu comenzó su carrera en su país a los 10 años, antes de ser transferido al F. C. Sochaux cuatro años más tarde.
El 1 de mayo de 2010, Bakambu jugó en la final de la Copa Gambardella 2010 y marcó un gol para su equipo en el Estadio de Francia. Sochaux, sin embargo, perdió el partido 4-3 en los penaltis. Anteriormente había anotado un doblete en la victoria de 4-3 en la semifinal del equipo sobre el FC Metz.
Su debut profesional, Bakambu lo hizo el 7 de agosto de 2010 en el primer partido de Sochaux de la temporada de la Ligue 1 contra el Arles-Avignon, apareciendo como un sustituto a los 83 minutos de Modibo Maïga en la victoria por 2-1 en el Stade Auguste Bonal. El mes siguiente, firmó su primer contrato profesional por un contrato de tres años con el club hasta junio de 2013.
El 17 de septiembre de 2011, Bakambu anotó su primer gol como profesional, en el empate 2-2 ante el Lille OSC, once minutos después de sustituir a Carlão. Un año y nueve días más tarde, como un reemplazo a los 66 minutos para Osanga Rey, marcó dos goles en la victoria por 3-2 en tiempo extra sobre Évian Thonon Gaillard FC en la tercera ronda de la Copa de la Liga. 
Bakambu marcó siete goles en 31 partidos durante la temporada 2013-14 en la que Sochaux acabó descendido a la Ligue 2; esto incluyó dos el 21 de diciembre en una victoria en casa 2-1 ante el Stade Rennais. Durante la campaña, fue colocado en la banda derecha por el entrenador Hervé Renard.

### Bursaspor
El 1 de septiembre de 2014, Bakambu dejó Francia por primera vez, moviéndose en una transferencia de cuatro años para el Bursaspor de Turquía por un precio de 1,8 millones de € y un salario anual de 800.000 €. Su primer partido con los cocodrilos verdes llegó el 19 de octubre, en el empate 2-2 ante el Eskişehirspor en el Estadio Bursa Atatürk y seis días después marcó su primer hat-trick en la victoria por 5-0 en Balikesirspor. Terminó su temporada de liga en Bursa con 13 goles en 27 partidos.
En copa nacional de la temporada, Bakambu fue el máximo goleador con ocho goles en 12 partidos donde su equipo perdió la final 3-2 ante el Galatasaray. Esta cifra incluye tripletes en la victoria por 5-0 en Mersin İdmanyurdu el 27 de enero y 3-0 victoria sobre Fatih Karagümrük SK nueve días más tarde, ambos, en las fases de grupos. Galatasaray también ganó la Supercopa de Turquía por 1-0 el 8 de agosto de 2015, con Bakambu jugando la totalidad del partido, su último partido con el equipo turco.

### Villarreal C. F.
El 19 de agosto de 2015, el Villarreal C. F. confirma el fichaje de Bakambu en un contrato de cinco años. Hizo su debut en la Liga cuatro días más tarde, sustituyendo a Leo Baptistão a los 61 minutos de un empate 1-1 ante el Real Betis en el primer partido de la temporada. Una semana después anotó su primer doblete ante el R. C. D. Espanyol en el Estadio El Madrigal para asegurar una victoria 3-1 para el submarino amarillo.
Bakambu jugó su primer partido en la competición europea el 17 de septiembre de nuevo como un sustituto en la derrota por 2-1 ante el SK Rapid Viena, en el curso de grupos de la UEFA Europa League de la temporada. El 22 de octubre, marcó sus primeros goles en el torneo, en el primer tiempo en una victoria por 4-0 sobre el FC Dinamo Minsk; añadiendo otros dos el 10 de marzo ante el Bayer Leverkusen en el partido de ida de los dieciseisavos (victoria 2-0). En los cuartos de final, volvió a anotar dos veces en un resultado global de 6-3 sobre el Sparta de Praga. Fue uno de los cuatro delanteros nombrados en el once de la competición de la temporada, y sus 9 goles le convirtieron en el segundo máximo goleador de la competición por detrás de Aritz Aduriz.
El 1 de octubre de 2017, Bakambu marcó un hat-trick en la victoria por 3-0 en casa sobre el Eibar. Luego marcó dos goles en la victoria por 1-2 ante el Girona F. C. y otro en la victoria por 4-0 sobre la U. D. Las Palmas para ser nombrado por la Liga mejor jugador del mes de octubre, siendo el primer africano en ganar el premio. 
El 17 de enero de 2018, el Villarreal C. F. confirmó que el jugador dejaba el club apelando a que Cédric Bakambu había hecho efectiva la cláusula de rescisión de su contrato, por lo que dejó de pertenecer a la entidad amarilla.

### Beijing Sinobo Guoan
El 28 de febrero de 2018, el Beijing Sinobo Guoan de la Superliga China confirmó el fichaje del jugador congoleño tras haber pagado su cláusula de 40 millones de euros al Villarreal.

### Olympique de Marsella
El 13 de enero de 2022, fichó por el Olympique de Marsella procedente del Beijing Sinobo Guoan donde en 15 partidos metió 4 goles y dio una asistencia de gol.

### Olympiacos F. C.
El 16 de septiembre de 2022, se convierte en nuevo jugador del Olympiacos donde compartiría equipo junto a Marcelo, James Rodríguez o Tomáš Vaclík entre otros.

### Galatasaray
El 23 de julio del 2023, fichó por el Galatasaray de la Superliga de Turquía.

## Selección nacional

### Participaciones en Copas del Mundo
| Mundial                     | Sede     | Resultado    | Partidos | Goles |
| --------------------------- | -------- | ------------ | -------- | ----- |
| Copa Mundial Sub-20 de 2011 | Colombia | Cuarto lugar | 7        | 1     |

## Estadísticas

### Clubes
Actualizado al último partido disputado el 22 de diciembre de 2024.
| Club                              | Temporada     | Liga  | Liga  | Copas nacionales | Copas nacionales | Copas internacionales | Copas internacionales | Total | Total | Media goleadora |
| Club                              | Temporada     | Part. | Goles | Part.            | Goles            | Part.                 | Goles                 | Part. | Goles | Media goleadora |
| --------------------------------- | ------------- | ----- | ----- | ---------------- | ---------------- | --------------------- | --------------------- | ----- | ----- | --------------- |
| F. C. Sochaux-Montbéliard Francia | 2010-11       | 9     | 0     | 2                | 0                | —                     | —                     | 11    | 0     | 0               |
| F. C. Sochaux-Montbéliard Francia | 2011-12       | 21    | 3     | 2                | 0                | —                     | —                     | 23    | 3     | 0.13            |
| F. C. Sochaux-Montbéliard Francia | 2012-13       | 33    | 8     | 5                | 3                | —                     | —                     | 38    | 11    | 0.29            |
| F. C. Sochaux-Montbéliard Francia | 2013-14       | 31    | 7     | 4                | 0                | —                     | —                     | 35    | 7     | 0.2             |
| F. C. Sochaux-Montbéliard Francia | Total club    | 94    | 18    | 13               | 3                | —                     | —                     | 107   | 21    | 0.2             |
| Bursaspor Turquía                 | 2014-15       | 27    | 13    | 12               | 8                | —                     | —                     | 39    | 21    | 0.54            |
| Bursaspor Turquía                 | 2015-16       | —     | —     | 1                | 0                | —                     | —                     | 1     | 0     | 0               |
| Bursaspor Turquía                 | Total club    | 27    | 13    | 13               | 8                | —                     | —                     | 40    | 21    | 0.53            |
| Villarreal C. F. · España         | 2015-16       | 34    | 12    | 3                | 1                | 13                    | 9                     | 50    | 22    | 0.44            |
| Villarreal C. F. · España         | 2016-17       | 26    | 11    | 1                | 1                | 7                     | 0                     | 34    | 12    | 0.32            |
| Villarreal C. F. · España         | 2017-18       | 15    | 9     | 1                | 2                | 5                     | 3                     | 21    | 14    | 0.67            |
| Villarreal C. F. · España         | Total club    | 75    | 32    | 5                | 4                | 25                    | 12                    | 105   | 48    | 0.45            |
| Beijing Guoan China               | 2018          | 23    | 19    | 5                | 4                | —                     | —                     | 28    | 23    | 0.82            |
| Beijing Guoan China               | 2019          | 16    | 10    | 4                | 3                | 6                     | 3                     | 26    | 16    | 0.62            |
| Beijing Guoan China               | 2020          | 19    | 14    | —                | —                | 1                     | 0                     | 20    | 14    | 0.7             |
| Beijing Guoan China               | 2021          | 13    | 5     | —                | —                | —                     | —                     | 13    | 5     | 0.38            |
| Beijing Guoan China               | Total club    | 71    | 48    | 9                | 7                | 7                     | 3                     | 87    | 58    | 0.67            |
| Olympique de Marsella Francia     | 2021-22       | 12    | 4     | 2                | 0                | 7                     | 0                     | 21    | 4     | 0.19            |
| Olympique de Marsella Francia     | 2022-23       | 3     | 0     | 0                | 0                | 0                     | 0                     | 3     | 0     | 0               |
| Olympique de Marsella Francia     | Total club    | 15    | 4     | 2                | 0                | 7                     | 0                     | 24    | 4     | 0.17            |
| Olympiakos F. C. · Grecia         | 2022-23       | 28    | 17    | 5                | 0                | -                     | -                     | 37    | 18    | 0.49            |
| Olympiakos F. C. · Grecia         | Total club    | 28    | 17    | 5                | 0                | 0                     | 0                     | 37    | 18    | 0.49            |
| Galatasaray S. K. Turquía         | 2023-24       | 10    | 1     | —                | —                | 6                     | 1                     | 16    | 1     | 0.06            |
| Galatasaray S. K. Turquía         | Total club    | 10    | 1     | 0                | 0                | 6                     | 1                     | 16    | 2     | 0.13            |
| Real Betis · España               | 2023-24       | 4     | 0     | —                | —                | 1                     | 1                     | 5     | 1     | 0.2             |
| Real Betis · España               | 2024-25       | 10    | 0     | 2                | 1                | 6                     | 1                     | 18    | 2     | 0.11            |
| Real Betis · España               | Total club    | 14    | 0     | 2                | 1                | 7                     | 2                     | 23    | 3     | 0.13            |
| Total carrera                     | Total carrera | 338   | 134   | 49               | 23               | 53                    | 19                    | 439   | 175   | 0.4             |

### Hat-tricks
| 1 | 1 de octubre de 2017 | Estadio de la Cerámica, Villarreal | Villarreal C. F. – S. D. Eibar |  | 3–0 | Liga Española 2017-18 |